# Bernd Wahler

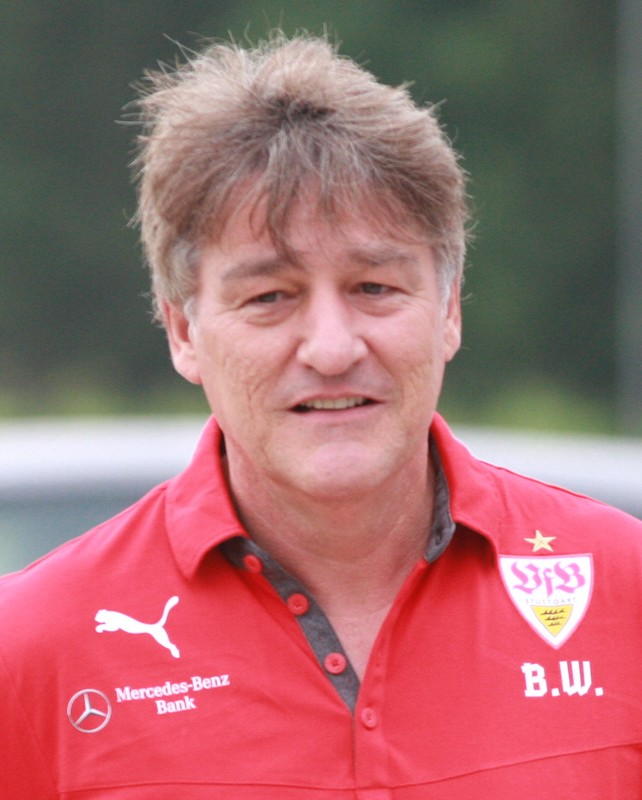
Bernd Wahler

Bernd Otto Wahler (* 24. Mai 1958 in Schnait) ist ein deutscher Manager. Er war von Juli 2013 bis Mai 2016 Präsident des VfB Stuttgart.

## Leben
Bernd Wahler spielte in der Jugend als offensiver Mittelfeldspieler zunächst beim TSV Schnait, ehe er zur C-Jugend des VfB Stuttgart wechselte. Nachdem er sich beim VfB bis zur B-Jugend unter anderem gegen Hansi Müller nicht durchsetzte, ging er zum VfR Waiblingen. Der in Schnait im Remstal geborene Schwabe studierte von 1978 bis 1984 an der Eberhard Karls Universität Tübingen Biologie und Sportwissenschaft auf Lehramt; im Anschluss daran folgte ein MBA-Studium mit Spezialisierung auf Internationales Marketing an der Hochschule Reutlingen.
1987 kam Wahler zum Sportartikelhersteller adidas. Er war im Produktmarketing tätig, bevor er 1993 als Marketing Director zu Adidas America ging und später Senior Vice President im Bereich Global Marketing sowie Geschäftsführer der damaligen Adidas-Tochter Erima wurde. Von Februar 1998 bis Januar 2000 war Wahler CEO der Schweizer Schuh- und Bekleidungsgruppe Bally und wechselte im August 2000 als General Manager Deutschland zum US-Sportartikelkonzern Nike. 2004 verließ er das Unternehmen und gründete die Sport- und Marketing-Agentur Sportsgeist, die für adidas und Porsche Design arbeitete. Anfang 2007 kehrte Bernd Wahler als Chief Marketing Officer für den Bereich Sport Performance zur adidas Group zurück und war bis Ende August 2013 Senior Vice President für den Bereich Innovation.
Am 2. Juli 2013 benannte der Aufsichtsrat des Fußball-Bundesligisten VfB Stuttgart Wahler zum Präsidentschaftskandidaten des Vereins. Am 22. Juli 2013 wählte ihn die Mitgliederversammlung mit 97,4 % der Stimmen zum Nachfolger von Gerd Mäuser, der im April seinen Amtsrücktritt bekannt gegeben hatte. Am 2. September 2013 trat Bernd Wahler sein Amt als hauptamtlicher Präsident des VfB Stuttgart an.
Einen Tag nach dem Abstieg des VfB Stuttgart in der Saison 2015/16 legte Bernd Wahler am 15. Mai 2016 sein Amt als Vereinspräsident mit sofortiger Wirkung nieder.